# Kornyn
Kornyn (ukrainisch Корнин; russisch Корнин Kornin) ist eine Siedlung städtischen Typs im Südosten der ukrainischen Oblast Schytomyr mit etwa 2200 Einwohnern (2015).

Mühlengebäude im Ort

Die 1550 gegründete Ortschaft erhielt 1938 den Status einer Siedlung städtischen Typs und liegt an der Territorialstraße T–06–11 und am Ufer des Irpin 20 km nördlich vom ehemaligen Rajonzentrum Popilnja und 82 km südöstlich von Schytomyr.

## Verwaltungsgliederung
Am 7. September 2015 wurde die Siedlung zum Zentrum der neugegründeten Siedlungsgemeinde Kornyn (ukrainisch Корнинська селищна громада/Kornynska selyschtschna hromada), zu dieser zählten auch noch die 6 in der untenstehenden Tabelle aufgelisteten Dörfer sowie die Ansiedlung Radhospne (ab 2016 Kornynske), bis dahin bildete sie zusammen mit dem Dorf Koroliwka und der Ansiedlung Radhospne die gleichnamige Siedlungsratsgemeinde Kornyn (Корнинська селищна рада/Kornynska selyschtschna rada) im Nordosten des Rajons Popilnja.
Am 2. Juni 2017 kamen noch die Dörfer Bilky und Mochnatschka zum Gemeindegebiet.
Am 17. Juli 2020 kam es im Zuge einer großen Rajonsreform zum Anschluss des Rajonsgebietes an den Rajon Schytomyr.
Folgende Orte sind neben dem Hauptort Kornyn Teil der Gemeinde:
| Name                     | Name       | Name                     |
| ukrainisch transkribiert | ukrainisch | russisch                 |
| ------------------------ | ---------- | ------------------------ |
| Bilky                    | Білки      | Белки (Belki)            |
| Koroliwka                | Королівка  | Королёвка (Koroljowka)   |
| Kornynske                | Корнинське | Корнинское (Korninskoje) |
| Lyssiwka                 | Лисівка    | Лысовка (Lyssowka)       |
| Lutschyn                 | Лучин      | Лучин (Lutschin)         |
| Mochnatschka             | Мохначка   | Мохначка                 |
| Myscheryne               | Мишерине   | Мишерино (Mischerino)    |
| Suschtschanka            | Сущанка    | Сущанка                  |
| Turbiwka                 | Турбівка   | Турбовка (Turbowka)      |